# 约翰内斯·陶勒
约翰内斯·陶勒 O.P. （德語：Johannes Tauler，约1300年—1361年6月）
是德国神秘主义者、 罗马天主教 牧师和 神学家。他是埃克哈特大师的追随者、道明会的成员。 陶勒是著名的莱茵兰神秘主义者。他推动了新柏拉图主义的发展，并影响了包括马丁·路德在内的宗教改革家。

## 生平
他在18岁左右加入了道明会，并在其中接受教育。埃克哈特大师在1313年至1326年活跃于斯特拉斯堡，并深刻影响了陶勒。陶勒可能在修道院的八年学习中接受了埃克哈特的布道，但他们之间的具体关系仍不明确。他从斯特拉斯堡离开，到科隆的道明会大学学习，并可能经过巴黎的圣詹姆斯大学进修，最终回到了斯特拉斯堡。
约1330年起，陶勒开始在斯特拉斯堡布道。这座城市包括八所女修道院和约七十个较小的贝居安修会。陶勒的很多布道都直接面向圣女进行，他的80多场布道中大多数反映了修女院的情况，这可能是由于该类别的布道更易被记载和流传。
在1338年前后，道明会因教皇若望二十二世与巴伐利亚的路易四世之间的紧张关系而被驱逐出斯特拉斯堡，陶勒不得不在巴塞尔度过他的流亡生涯。在这期间，陶勒作为上帝之友的成员而被当地的圣职人员和平信徒熟知，他的这段经历使他坚信：相比于外部实践，自我与上帝的内在联结更能影响人的灵魂状态。在这个意义上，他比埃克哈特更具有改宗者的属性。陶勒于1343年前后返回斯特拉斯堡，但之后的岁月中斯特拉斯堡频繁经历各种危机，包括1346年的毁灭性的地震和火灾，以及1347年至1349年间的黑死病。据称，陶勒在该城市近乎被逃亡者遗弃时坚守自己的岗位，为自己受到严重惊吓的市民布道。